# Magdalena Bay (Band)
Magdalena Bay ist ein US-amerikanisches Elektropop-Duo, bestehend aus Mica Tenenbaum und Matthew Lewin. Das 2016 gegründete Duo stammt ursprünglich aus Miami, Florida, und ist seit 2019 in Los Angeles ansässig.

## Geschichte
Tenenbaum und Lewin lernten sich während ihrer Schulzeit an der Gulliver Preparatory School in Miami kennen. Beide haben argentinische Wurzeln und einen jüdischen Hintergrund. Ihre musikalische Zusammenarbeit begann 2011 in einer Progressive-Rock-Band namens Tabula Rasa. 2016 gründeten sie Magdalena Bay, benannt nach einer Bucht in Baja California Sur, Mexiko.
Während ihres Studiums an verschiedenen Universitäten – Tenenbaum an der University of Pennsylvania und Lewin an der Northeastern University – produzierten sie Musik über das Internet und trafen sich in den Semesterferien.
Das Debütalbum Mercurial World erschien am 8. Oktober 2021 über Luminelle Recordings und erreichte einen Metascore von 78 auf Metacritic. Ihr zweites Studioalbum Imaginal Disk, veröffentlicht am 23. August 2024 über Mom+Pop Music, wurde für seinen eklektischen, zukunftsorientierten Ansatz gelobt.
Eine Besonderheit in Magdalena Bays Diskografie sind die Mini Mixes – Kurzform-Alben, die von mit Greenscreen-Technologie erstellten Musikvideos begleitet werden. Neben den Mini Mixes haben sie auch mehrere EPs veröffentlicht, darunter Day/Pop und Night/Pop (beide 2019) sowie A Little Rhythm and a Wicked Feeling (2020).

## Stil

### Musik
Die Musik von Magdalena Bay wird als eine Mischung aus Electropop, Indie-Pop und experimentellen Elementen beschrieben, die die Grenzen des traditionellen Pop erweitert. Ihre Musik wird allgemein als Kombination von eingängigen Pop-Melodien mit verträumten Synthesizern und introspektiven Texten beschrieben. Das Duo nennt Künstler wie Grimes, Chairlift und Charli XCX als prägende Einflüsse.

### Live-Auftritte und visuelle Ästhetik

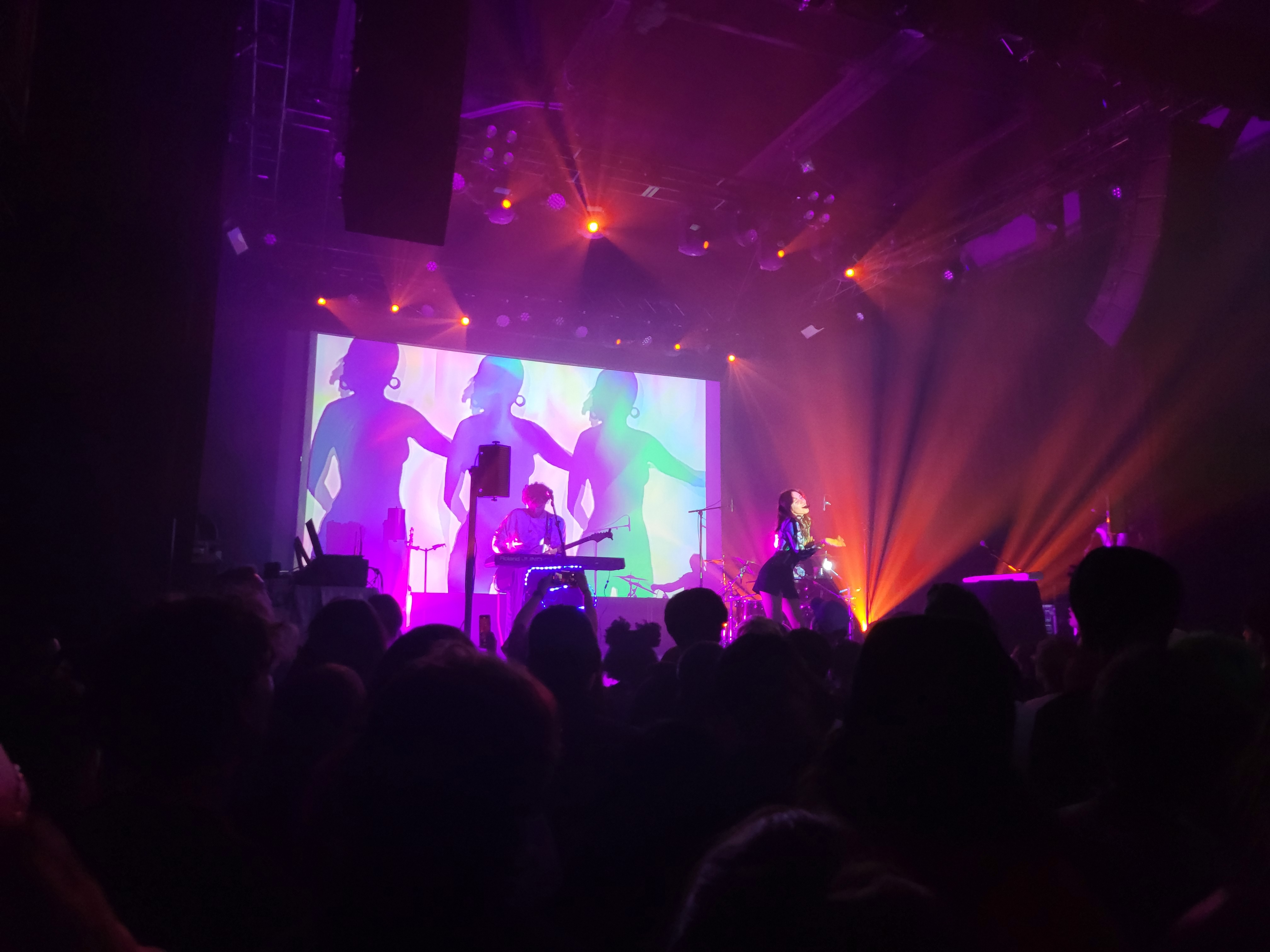
Live-Auftritt 2023 in Philadelphia, Pennsylvania

Magdalena Bay ist bekannt für immersive und visuell beeindruckende Live-Shows. Ihre Imaginal Mystery Tour 2024 umfasste ausverkaufte Shows in verschiedenen US-Städten. Die Auftritte werden als theatralisch und energiegeladen beschrieben, mit häufigen Kostümwechseln und aufwendigen visuellen Elementen.
Die visuelle Identität des Duos ist geprägt von VHS-Ästhetik und Y2K-inspirierten Elementen. Diese Stilwahl entstand teilweise aus praktischen Gründen, entwickelte sich aber zu einem charakteristischen Markenzeichen ihrer künstlerischen Ausdrucksweise.

## Online-Präsenz
Magdalena Bay ist insbesondere auf Plattformen wie TikTok und Twitch präsent. Sie streamen regelmäßig auf Twitch und haben eine Fangemeinde auf TikTok versammelt. Diese digitale Strategie begann während der COVID-19-Pandemie im Jahr 2020, als Live-Auftritte nicht möglich waren.

## Diskografie

### Studioalben
- 2021: Mercurial World (Luminelle Recordings)[12]
- 2024: Imaginal Disk[18]

### Deluxe-Editionen
- 2022: Mercurial World (Deluxe)[19]

### EPs
- 2019: Day/Pop
- 2019: Night/Pop
- 2019: mini mix vol. 1
- 2020: A Little Rhythm and a Wicked Feeling
- 2020: mini mix vol. 2
- 2023: mini mix vol. 3[19]

### Singles
- 2019: Killshot (US: Gold)[20]
- 2021: Chaeri
- 2021: Secrets (Your Fire)
- 2021: Hysterical Us[21]
- 2024: That’s My Floor
- 2024: Tunnel Vision
- 2024: Image
- 2024: Death & Romance